# Wesley Blake
Cory Weston (San Marcos, Texas; 4 de septiembre de 1987), conocido como Wesley Blake, es un luchador profesional estadounidense. Actualmente trabaja como entrenador para la empresa WWE.
Entre sus logros destaca un reinado como Campeón en Parejas de la NXT junto a Buddy Murphy.

## Carrera

### Funking Conservatory (2011-2013)
Weston ha querido ser luchador desde los 3 años de edad. Eventualmente se convirtió en alumno de Dory Funk, Jr. en la escuela de lucha libre Funking Conservatory, apareciendo en el !Bang! TV, bajo su nombre real Cory Weston, aunque siendo apodado 'Wild'. Inmediatamente de haberse graduado de la Universidad, Weston se mudó a Ocala, Florida en 2011, donde se ubica la escuela. Se ha documentado que tienen experiencia luchística desde mayo de 2011, Weston logró convertirse en el campeón Mundial del Funking Conservatory, así como el campeón de Europa y el campeón de Peso Pesado de Florida. Weston luchó contra Jerry Lawler en una lucha en parejas de ocho personas en mayo de 2013, donde fue la primera lucha desde el ataque al corazón de Lawler en septiembre de 2012.

### WWE

#### NXT (2013-2020)
En junio de 2013, se observó que Weston habría firmado un contrato con la WWE. Hizo su debut en la televisión como Wesley Blake el 22 de enero de 2014 en NXT con el gimmick de un vaquero, perdiendo en su debut ante Adrian Neville. Blake continuó con su gimmick de vaquero como jobber, perdiendo en luchas individuales con luchadores como Adam Rose, Mason Ryan y Sin Cara, además de una derrota en parejas ante The Ascension.
En agosto de 2014, Blake abandonó el gimmick de vaquero y formó un equipo con Buddy Murphy. El 14 de agosto en NXT, fueron derrotados en la primera ronda en un torneo en busca de los contendientes número #1 a los campeonatos en parejas, por manos de Kalisto y Sin Cara, conocidos luego como The Lucha Dragons. Por el resto de 2014, Blake y Murphy perdieron múltiples luchas contra Lucha Dragons y the Vaudevillains (Simon Gotch y Aiden English). Blake y Murphy fueron una vez denominados como "Team Thick",  pero ese título se fue en picada en las siguientes semanas con nuevas derrotas. También en octubre de 2014, Blake y Murphy perdieron en una Battle Royal en busca de los contendientes número #1 a los campeonatos en parejas, siendo eliminados por The Ascensión.
El 15 de enero de 2015, Blake y Murphy derrotaron a los campeones The Lucha Dragons para ganar los Campeonatos en parejas de la NXT. Luego, usaron un nuevo nombre renombrándose BaM. Defendieron sus títulos ante Enzo Amore y Colin Cassady en NXT Takeover:Unstoppable, retuvieron los títulos con ayuda de Alexa Bliss, quien luego se les unió como su mánager renombrando el stable como BAMF. Finalmente el equipo se separó el 18 de mayo de 2016.
Luego de su separación con Buddy Murphy, durante 2017 ha formado equipo con Steve Cutler en eventos en vivo de NXT, llamándose ahora The Forgotten Sons.

#### SmackDown (2020-2021)
En el episodio de SmackDown del 10 de abril de 2020, Blake, junto con The Forgotten Sons, hizo su debut en el programa y, en equipo con Steve Cutler, derrotó a Lucha House Party (Gran Metalik y Lince Dorado).
Después de mucho tiempo de inactividad, no fueron seleccionados por el draft para ninguna marca, siendo así agente libre junto a sus compañeros de equipo The Forgotten Sons, Steve Cutler y Jaxson Ryker. El 4 de diciembre de 2020, apareció junto a su compañero Steve Cutler acompañando a King Corbin en SmackDown dejando ver que fueron seleccionados para esa marca.
El 15 de abril de 2021, Blake ha sido liberado de su contrato.

### Regreso a WWE (2023)
Blake regresó a WWE en abril de 2023, asumiendo un papel no televisado como entrenador del Performance Center.

## Vida personal
El 30 de diciembre de 2017 se casó con la también luchadora profesional, Sara Lee. Juntos procrearon tres hijos; una niña nacida en 2017 y dos niños, uno nacido en 2019 y el otro en 2021. Lee falleció el 6 de octubre de 2022.

## Campeonatos y logros
- Funking Conservatory
  - European Championship (1 vez)
  - Florida Heavyweight Championship (1 vez)
  - Funking Conservatory World Championship (1 vez)

- The Wrestling Revolver
  - PWR Tag Team Championship (1 vez) - con Steve Maclin[8]

- WWE
  - NXT Tag Team Championship (1 vez) - con Buddy Murphy

- Pro Wrestling Illustrated
  - Situado en el Nº121 en los PWI 500 de 2015[9]
  - Situado en el Nº217 en los PWI 500 de 2016[10]